# Králiky
Králiky (ungarisch Királyka – bis 1888 Králik) ist eine Gemeinde in der Mitte der Slowakei mit 712 Einwohnern (Stand 31. Dezember 2024) und gehört zum Okres Banská Bystrica, einem Landkreis des Banskobystrický kraj.

## Geographie
Die Gemeinde befindet sich am Osthang der Kremnitzer Berge in einer bergigen, teilweise entwaldeten Landschaft. Am Südrand fließt der Farebný potok, der sich am unteren Ortsende mit dem Tajovský potok vereinigt. Das Ortszentrum liegt auf einer Höhe von 715 m n.m. und ist 10 Kilometer von Banská Bystrica entfernt.
Nachbargemeinden sind Tajov im Osten und Banská Bystrica (Stadtteil Radvaň) im Süden, Westen und Norden.

## Geschichte
Der Ort entstand nach 1696 als Besitz des Geschlechts Radvanský und wurde zum ersten Mal 1773 als Kraliti schriftlich erwähnt. 1828 zählte man 26 Häuser und 184 Einwohner, die als Bergbauern, Förster und Hersteller von Holzgeschirr beschäftigt waren, ab dem 19. Jahrhundert auch in umliegenden Betrieben.
Bis 1918 gehörte der im Komitat Sohl liegende Ort zum Königreich Ungarn und kam danach zur Tschechoslowakei beziehungsweise heute Slowakei. Nach dem Ersten Weltkrieg unternahm man versuchsweise Kohlebergbau und es gab eine gemeinschaftliche Brennerei. 1945 wurde das Gut des ehemaligen Barons Radvanský verstaatlicht.

## Bevölkerung
| Jahr                | 1994 | 2004     | 2014     | 2024     |
| ------------------- | ---- | -------- | -------- | -------- |
| Anzahl der Personen | 459  | 542      | 638      | 712      |
| Unterschied         |      | +18,08 % | +17,71 % | +11,59 % |

| Jahr                | 2023 | 2024    |
| ------------------- | ---- | ------- |
| Anzahl der Personen | 715  | 712     |
| Unterschied         |      | −0,41 % |

Nach der Volkszählung 2011 wohnten in Králiky 620 Einwohner, davon 596 Slowaken, drei Tschechen, zwei Magyaren und ein Deutscher. Ein Einwohner gab eine andere Ethnie an und 17 Einwohner machten keine Angabe zur Ethnie.
333 Einwohner bekannten sich zur römisch-katholischen Kirche, 98 Einwohner zur Evangelischen Kirche A. B., acht Einwohner zur griechisch-katholischen Kirche, jeweils zwei Einwohner zur evangelisch-methodistischen Kirche und zur jüdischen Gemeinde sowie jeweils ein Einwohner zu den Baptisten, zu den Mormonen, zur altkatholischen Kirche und zur Pfingstbewegung; ein Einwohner bekannte sich zu einer anderen Konfession. 111 Einwohner waren konfessionslos und bei 60 Einwohnern wurde die Konfession nicht ermittelt.